# Dual-tone multi-frequency
Il Dual-tone multi-frequency, in sigla DTMF, chiamato in italiano anche multifrequenza, è un sistema di codifica usato in telefonia per codificare codici numerici sotto forma di segnali sonori in banda audio.
Il sistema è utilizzato per trasmettere alla centrale telefonica i numeri digitati sulla tastiera del telefono, ma anche per telecontrollare servizi di telefonia, sistemi di integrazione computer/telefono, segreterie telefoniche e per comporre codici di carte di pagamento.

## Storia
Prima dell'introduzione del DTMF era utilizzato il sistema a impulsi. Sull'apparecchio telefonico era presente un disco combinatore con una serie di fori corrispondenti ai diversi numeri. Il disco veniva azionato inserendo un dito nel foro corrispondente al numero e ruotandolo fino a un fermo. Una volta rilasciato ritornava alla posizione iniziale e nel contempo agiva su un interruttore che interrompeva la linea telefonica un numero di volte corrispondenti alla cifra composta.

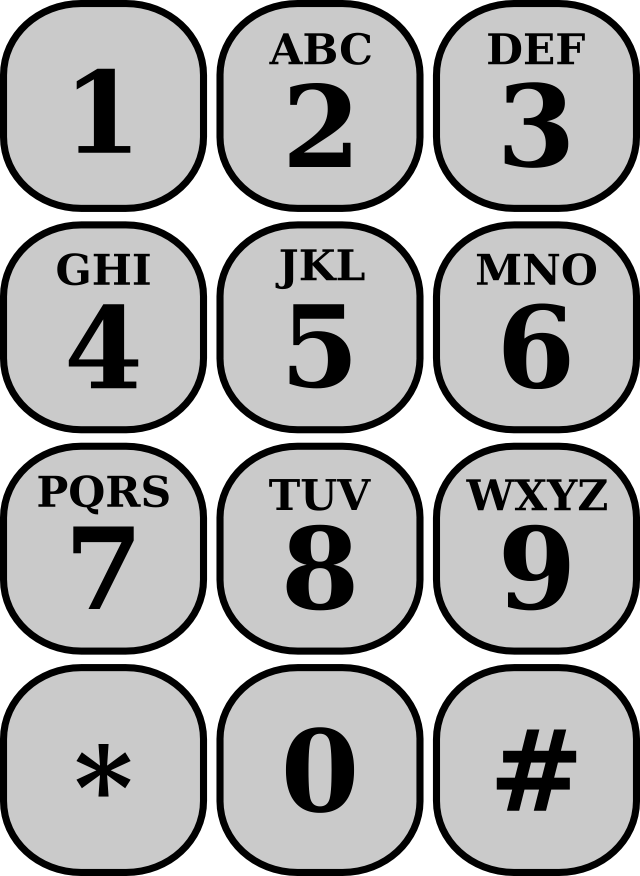
Tastiera telefonica standard DTMF

Questo sistema permette di inviare il numero telefonico alla centrale telefonica ma è del tutto inutilizzabile per altri servizi. Inoltre la composizione di numeri lunghi, divenuti comuni con l'aumentare delle utenze attive, può richiedere molto tempo.
Il DTMF fu sviluppato dai Bell Laboratories con lo scopo di permettere la composizione di numeri per le chiamate a lunga distanza anche attraverso mezzi non costituiti da cavo in rame, quali per esempio i ponti a microonde o via satellite. Codificatori e decodificatori DTMF furono installati negli uffici terminali per convertire i segnali a impulsi ricevuti dall'utente in DTMF per la trasmissione. All'estremità, i toni DTMF erano riconvertiti in impulsi per azionare la commutazione in centrale.
Era chiaro verso la fine degli anni cinquanta, in cui fu elaborato il DTMF, che il futuro della commutazione telefonica sarebbe stato nell'elettronica. In questo caso la composizione a impulsi non avrebbe avuto più alcuna utilità in nessun tratto del circuito, e si pianificò di attrezzare l'utente finale con terminali DTMF al più presto. Le prime prove in questo senso iniziarono negli anni sessanta.
Il sistema a toni DTMF prevede anche l'utilizzo di una tastiera standardizzata. Dopo avere provato 18 differenti disposizioni di tasti, la scelta cadde su quella comunemente adottata oggi, con l'uno in alto a sinistra e lo zero in basso. Fu provata anche la disposizione delle macchine calcolatrici, con l'uno in basso, ma all'epoca poche persone avevano confidenza con questa tastiera. Dal punto di vista odierno forse questa scelta sarebbe stata migliore, poiché oggi la maggior parte delle persone ha a che fare con le tastiere dei computer, che hanno disposizione invertita rispetto ai telefoni.
Gli ingegneri previdero l'interfacciamento tra telefoni e sistemi informatici e chiesero il parere di diverse società telefoniche al riguardo. Ciò portò all'aggiunta del cancelletto (#), che in inglese ha il significato di cifra, e l'asterisco (*), oltre a un gruppo di tasti per la selezione di menù: A, B, C e D. Le ultime lettere non sono più implementate nelle tastiere dei telefoni, ma sono ancora usate per gestire funzioni interne della rete telefonica. Sono usate anche in applicazioni non telefoniche come il controllo dei ripetitori radiamatoriali. L'uso di cancelletto e asterisco si è invece diffuso, principalmente per la composizione di codici di servizio come *67# per disattivare l'identificativo del chiamante.
In Italia il primo telefono fisso dotato di composizione del numero di tipo DMTF fu il Sirio, apparecchio prodotto da Brondi e FATME e commercializzato dall'operatore telefonico SIP a partire dal 1990.
L'esercito statunitense utilizzò le lettere alfabetiche sulle tastiere dei telefoni nel proprio sistema di telefonia Autovon, ormai abbandonato. Lo scopo era di definire la priorità della chiamata ed eventualmente chiudere altre chiamate con priorità inferiore in corso su altre linee dei centralini.

## Codifica dei toni
La tastiera DTMF è costituita da una matrice 4×4, in cui ogni riga rappresenta una frequenza bassa e ogni colonna rappresenta una frequenza alta. Premendo per esempio il tasto 1 vengono inviate due onde sinusoidali alle frequenze di 697 e 1209 Hz. Il termine multifrequenza deriva da questo uso contemporaneo di due toni.
Tabella frequenze DTMF (con audio)
| 1       | 2       | 3       | A       | 697 Hz |
| 4       | 5       | 6       | B       | 770 Hz |
| 7       | 8       | 9       | C       | 852 Hz |
| *       | 0       | #       | D       | 941 Hz |
| 1209 Hz | 1336 Hz | 1477 Hz | 1633 Hz |        |

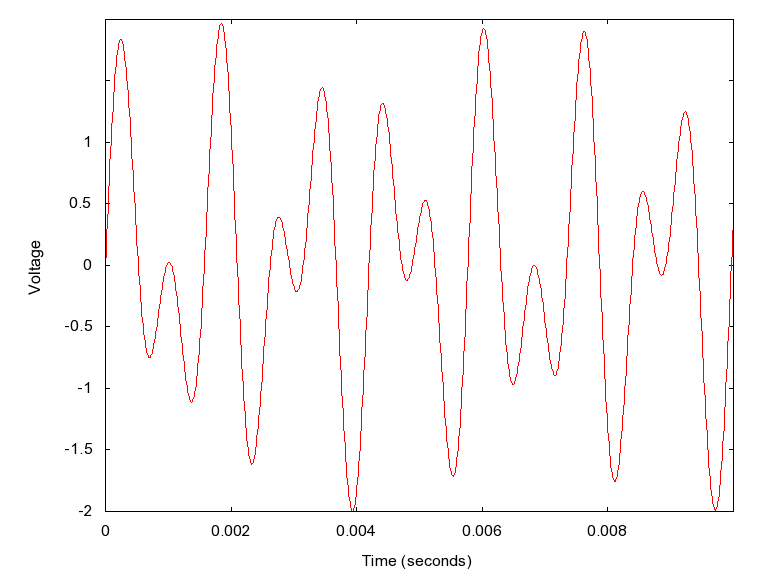
Il tono '1', composto dalle frequenze 1209 Hz e 697 Hz.

Le frequenze sono state scelte in modo che le armoniche e le intermodulazioni non generino segnali rilevanti. Nessuna frequenza è un multiplo intero di un'altra e la differenza e la somma tra due frequenze non corrisponde ad alcun tono.
Le frequenze sono in rapporto 21/19, leggermente inferiore a un tono del sistema temperato, e il valore deve rimanere entro una tolleranza di ±1,5% per essere riconosciuta dalla centrale. L'intensità del tono alto deve essere uguale o maggiore rispetto al tono basso, con una differenza massima di 3 dB, chiamata "twist".
Sono definiti i seguenti toni per indicare lo stato della linea, non utilizzati però in Italia:
| Stato                                                    | Frequenza bassa | Frequenza alta |
| -------------------------------------------------------- | --------------- | -------------- |
| Occupato                                                 | 480 Hz          | 620 Hz         |
| Tono di attesa digitazione                               | 350 Hz          | 440 Hz         |
| Ringback o tono di libero (funzione di test della linea) | 440 Hz          | 480 Hz         |

## Altri utilizzi del DTMF
Il DTMF viene usato in tutti gli antifurti, grazie al protocollo telefonico Contact ID.